# آجوموجو
آجوموجو (به اسپانیایی: Ajomojo) یک کوه در پرو است که در Cuzco Department, Peru واقع شده‌است. آجوموجو ۵٬۰۰۰ متر بالاتر از سطح دریا واقع شده‌است.